# KeyLiza
Kisita Elisabeth Massamba (née le 11 décembre 1989), connue sous son nom de scène Keyliza, DJ Queen of Beats ou Q.O.B., est une chanteuse, danseuse, DJ, compositrice, beatmaker et productrice de disques allemande basée à Vancouver, au Canada. Elle est surtout connue pour être membre du groupe R&B-pop allemand Sistanova.

## Biographie

### Jeunesse
Kisita Elisabeth Massamba nait le 11 décembre 1990 à Hanau, en Allemagne. Ses parents sont originaires d’Angola et de la République démocratique du Congo. Sa mère est née à São Salvador, dans le nord de l'Angola (aujourd'hui Mbanza-Kongo), qui fait partie du Royaume du Kongo. À l'âge de quatre ans, elle déménage avec sa famille à Francfort-sur-le-Main. En 2001, elle commence à prendre des cours de piano, de chant, de danse jazz et de théâtre à l'école et dans une chorale gospel. Elle commence également à faire du beatbox pendant les récréations et dans les centres commerciaux, où elle a découvert sa passion pour la musique instrumentale et les rythmes hip-hop. Elle découvre le hip-hop et le rap en écoutant Tupac Shakur, Bone Thugs-N-Harmony et Orishas. Dès l'âge de 14 ans, elle crée et compose des chansons, des instrumentaux, des bandes originales et des génériques , d'où son autre pseudonyme : DJ Queen of Beats 

### Carrière musicale

#### 2004-07: Warner Music et tournées
Elle connait un membre du groupe depuis l'enfance et ils étaient très amis. Dans un club scolaire, ils chantent, prenent des cours de jazz et composent leur propre musique. En 2004, ils rencontrent le troisième membre et créent le groupe Black Supremes. Le groupe participe ensuite à des concours régionaux et enregistre des démos. En 2005, il rencontre l'équipe de production Noizemakers, qui signe un contrat avec les Black Supremes sous le nouveau nom de Sistanova.
En 2006, le groupe signe avec Warner Music Group. Le 21 septembre 2007, ils sortent leur premier single « Was ist los ? », une chanson dance- R&B produite par Thomas Troelsen qui entre dans le classement des singles allemands à la 76e place et dans les classements urbains allemands à la 24e place. Leur premier clip-vidéo est diffusé sur VIVA Allemagne et MTV Allemagne. En novembre 2007, ils assurent la première partie de la tournée européenne Good Girl Gone Bad de l'artiste barbadienne Rihanna ( Munich /Zenith, Cologne /Palladium, Francfort / Jahrhunderthalle , Berlin/Columbiahalle) Allemagne. Parallèlement, ils sont en tournée avec le groupe Rapsoul à travers l'Allemagne et l'Autriche . Kisita et ses camarades de groupe rejoignent le NRJ Music Tour à Stuttgart avec Craig David, Monrose , Culcha Candela & The Boss Hoss et ils se produisent devant plus de 8 500 personnes.

#### 2008–2010: Warner Music, sortie de l'album
En 2008, ils écrivent et composé la ballade Mama pour la fête des mères, et publient le clip de la chanson,  ils sont invités sur RTL Television avec leurs mères pour interpréter une version a cappella de la chanson. Ils composent également et chantent la chanson de la bande originale Ziele pour le livre pour enfants The HelleWecks avec Thomas Anders du duo pop populaire Modern Talking. 
Au printemps 2008, le groupe composent des chansons pour leur premier album et travaillent avec plusieurs producteurs comme Noizmakers Entertainment, Chris Applegate, Andreas Herbig, Thomas Troelsen, Marcus Brosch et Michelle Leonard. Lors des enregistrements de l'album, ils se produisent avec les quatre fois champions du monde de breakdance Flying Steps au Tuning World Messe Bodensee et présentent leur deuxième single Sexy Girl. Ils signet également un contrat avec le magazine allemand Playboy pour promouvoir le single mais leur famille n'étant pas d'accord,  le contrat est annulé.
Le 8 décembre 2008, ils sortent leur premier album Unglaublich. En 2010, ils apparaissent dans le film allemand Movie Homies (HipHop Express) avec l'acteur et chanteur Jimi Blue Ochsenknecht , film sorti en août 2011. Selon leur page MySpace, tous les membres du groupe se lancent dans une carrière solo.

#### 2018–présent
En 2011, KeyLiza, également connue sous le nom de DJ Queen of Beats, compose et produit des jingles, des chansons et des beats pour des artistes, des émissions de radio et de télévision. Elle créée également sa propre société appelée « Global MIC. Entertainment » en 2015 pour la télévision, les films, les publicités, les compositions musicales, les films musicaux, la danse et la musique live. En 2016, elle lance la plateforme numérique Nostalgic Express.
Elle travaille actuellement sur de nouvelles musiques en tant qu'artiste solo sous le nom Q.O.B, abréviation de Queen of the Beats.

### Influences artistiques
Depuis son enfance, elle a grandi avec l'afropop, le son cubain, le reggae, le jazz, le jazz afro-cubain, le rock et la musique pop.
Dans les années 1990, son père a invité des musiciens de rumba congolaise comme Bozi Boziana, Zaiko Langa Langa et Pepe Kalle à donner des concerts à Francfort-sur-le-Main. Elle apprend sa première chorégraphie de danse à l'âge de 6 ans avec la chanson Thriller de Michael Jackson. À l'adolescence, elle s'inspire des Spice Girls et de TLC et interprète leurs chansons lors de fêtes et de clubs scolaires.
Son style de danse comprend le hip-hop, la salsa, le street jazz et le popping. Michael Jackson, Tina Turner, Celia Cruz, Nina Simone, Jimi Hendrix, Charlie Chaplin et Mozart sont ses sources d'inspiration. Elle s'inspire également des arts martiaux, du vaudeville, du théâtre et des comédies musicales de Bollywood.

## Discographie

### Avec Sistanova
Singles
| Année | Single                | Meilleure position   | Album       |
| Année | Single                | German Singles Chart | Album       |
| ----- | --------------------- | -------------------- | ----------- |
| 2007  | "Was Ist Los"         | 76                   | Unglaublich |
| 2007  | "Was Ist Los (Remix)" | 24                   | Unglaublich |

Albums studio
- Unglaublich (2008)

EPs
- Was Ist Los – EP (2007)

## Tournées
- 13 novembre 2007 - à Munich - Zenith
- 20 novembre 2007 - à Cologne - Palladium
- 23 novembre 2007 - à Francfort - Jahrhunderthalle
- 26 novembre 2007 - à Berlin - Columbiahalle
- Rapsoul - Tour des montagnes russes
- NRJ Music Tour